# Сапіга Лев Василь
Сапіга Лев Василь (20 травня 1652 — 9 листопада 1686, Варшава) — державний і військовий діяч Великого князівства Литовського.

## Біографія
Народився 20 травня 1652 року. З 1663 — 1668 рік навчався у Вільнюському університеті. З 1679 — 1681 рік Великий литовський стольник. З 1681 по 1686 рік Великий литовський підскарбій. У 1683 році брав участь у Віденській битві. У 1684 році став Генералом литовської артилерії. Загинув 9 листопада 1686 року через випадковий постріл з пістолета.
1. 1 2  Гісторыя Сапегаў : жыццяпісы, маёнткі, фундацыі — Мінск: Віктар Хурсік, 2017. — С. 65. — 586 с. — ISBN 978-985-7025-75-6